# Vysočanská (stanice metra)

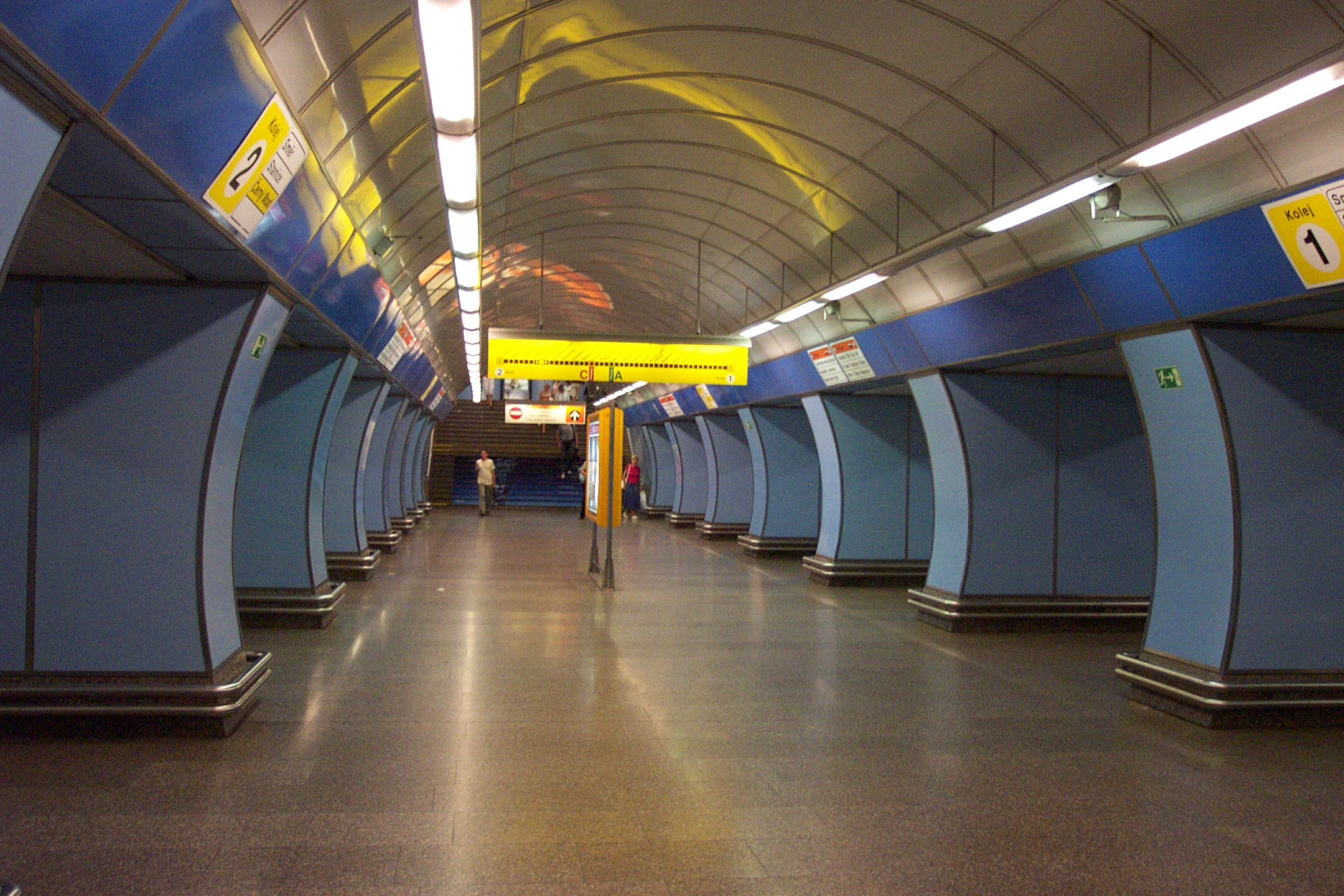
Střední loď stanice

Vysočanská (zkratka VS) je stanice metra v Praze na lince B, úseku IV. B. Byla otevřena v roce 1998, její výstavba začala na počátku 90. let. Před otevřením byl její pracovní název Lidových milicí. Nachází se ve čtvrti Vysočany u křižovatky ulic Sokolovská, Freyova a Kolbenova a náměstí Organizace spojených národů, nedaleko sídla Dopravního podniku. Vysočanská je ražená trojlodní stanice pražského typu se zkrácenou délkou střední lodi. Nástupiště je 30 m hluboko. Má dva výstupy; první je východní, který je po eskalátorovém tunelu s tříramennými eskalátory vyveden do podpovrchového mělko založeného vestibulu s výstupy k autobusovým stanovištím. Druhý je západní, který vychází z druhého konce střední lodě a po několika metrech se lomí – navazující eskalátorový tunel vede kolmo k ose stanice a ústí v povrchovém vestibulu u ulice Sokolovská a sídla DP, kde je návaznost na tramvajovou dopravu. Nedaleko tohoto vestibulu se taktéž nachází železniční stanice Praha-Vysočany. Tento druhý výstup byl otevřen dodatečně (28. června 2000), vzhledem k tomu, že na celou stavbu IV. B chyběl dostatek finančních prostředků.
Obklad stanice tvoří bleděmodré, bílé a modré desky, podlaha na nástupiště a stěny ve vestibulech tvoří žula.
Stanice již také jednou sloužila filmařům; televize Nova zde nafilmovala upoutávku k sérii filmů Indiana Jones.